# Řetěz

Převodový řetěz

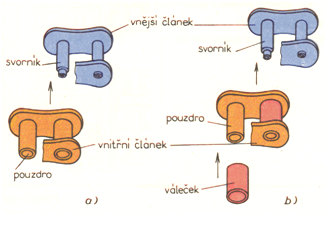
Princip pouzdrového řetězu (a), válečkového řetězu (b).

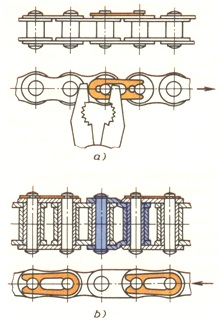
Princip pouzdrového řetězu (a), válečkového řetězu (b).

Řetěz je strojní součást vzniklá pohyblivým spojením pevných, nejčastěji kovových článků. Používá se například
- pro přenos síly (hnací řetěz)
- pro přepravu součástí (přepravníkový řetěz)
- pro rozrušování materiálu (řetěz pily, řetěz sekačky)
- pro zvýšení adheze (sněhové řetězy)
- pro trvalé spojení částí stavby nebo zařízení (řetězový most)
- pro dočasné spojení součástí zařízení (řetízek u dveří)
- jako zábrana nebo zábradlí nebo pro zajištění nákladu na vozidle
- pro ozdobu jako šperk (řetízek)
- výroba vázacích prostředků pro zvedání a tažení břemen

## Použití

### Mechanická zábrana
- řetěz na dveřním zámku
- řetěz jako zábradlí
- řetěz na trestancových nohou
- řetěz pro úvaz zvířete ve stáji, psa u boudy apod.
- vázací prostředky,součást vybavení jeřábů,hasičů,atd.

### Nosné konstrukce
- nosná část mostu (řetězový most)
- nosný řetěz u zdvihadel – řetězový vrátek, řetězový rumpál (např. při zdvihání padacího mostu)
- nosný řetízek s hodinovým závažím na konci
- masivní kotevní řetěz obvykle drží a poté i zdvihá lodní kotvu (např. na velké oceánské lodi)
- sedačka připevněná řetízkem na kolotoči v lunaparku (řetízkový kolotoč)
- řetěz držící pohromadě protější klanice na plošinovém klanicovém vagónu naloženém kládami
- řetízek držící nějaký předmět na původním místě tak aby se neztratil

### Rozrušování materiálu

#### Pilové řetězy
Řetězy se také používají u řetězových pil které se používají v dřevorubecké činnosti, opracování dřeva a dalších materiálů apod.

#### Sekačkové řetězy
Řetězy se také používají u rotačních travních sekaček.

### Přepravníkové řetězy
Speciální typy řetězů se používají u specializovaných strojních zařízení, jimiž jsou řetězové přepravníky. Přepravované předměty jsou zde zavěšovány na dlouhý pohyblivý řetěz, který je veden po požadované dráze speciálním systém kladek a kol. Řetězovým přepravníkem jsou například i tzv. pohyblivé schody či pohyblivé chodníky, tedy zařízení známá pod obecným technickým názvem eskalátor (používají se např. v metru, na nádražích či ve velkých obchodních centrech apod.).

### Přenos hnacích sil

#### Převodové řetězy
Používají se pro přenos hnacího momentu mezi ozubenými koly (řetězová kola) při velké osové vzdálenosti, při potřebě zachování směru otáčení nebo potřebě zjednodušení konstrukce (náhon zadního kola motocyklu, kola) a pod.

#### Hnací řetězy ozubených převodů
Speciální typy strojních řetězů se používají ve strojnictví pro přenos hnacích sil mechanickým převodem z hnacího ozubeného kola na hnané ozubené kolo např. na motocyklu, jízdním kole, sklízecích mlátičkách („kombajnech“) a leckde jinde. V praxi doznaly hnací řetězy velkou škálu použití ve velkém množství rozličných strojů všech možných účelů a velikostí. Existují i obrovské řetězy používané v těžkém průmyslu pro manipulaci s břemeny o hmotnosti desítek či stovek tun. Všechny hnací řetězy ale musí být konstruovány tak, aby vydržely vysoké mechanické namáhání během provozu stroje s vysokou životností a vyznačovaly se také značnou odolností především proti rázovému namáhání.

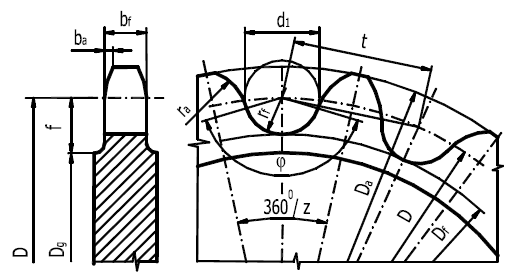
Geometrie zubu řetězového kola

Při dlouhodobém chodu se hnací řetězy přirozeně deformují, protahují se do délky (vytahují se – nedochází ovšem k natažení dílů, ale ke zvětšování vůle pohyblivých částí opotřebením třecích ploch) a může dojít i k poškození ozubených kol. Míru opotřebení ozubených kol můžeme určit zrakem nebo měřením. Na ozubeném kole měříme míru opotřebení, na řetězu pak jeho protažení resp. vůli řetězu. Řetěz je také nutné průběžně kontrolovat a mazat, neprůběžně mažeme a kontrolujeme především řetězové spojky (řetězové čepy). Při demontáži řetězu mimo pracovní stroj je vhodné pro delší skladování řetěz nakonzervovat vhodným strojním konzervantem (např. plastickým mazivem) a skladovat jej na suchém a bezprašném místě (nejlépe zabalený do vhodného obalu).
Prodloužení řetězu nesmí přesáhnout 3 %.
Řetěz udržujeme v čistotě, pravidelně jej mažeme, chráníme ho před nečistotami. Čistíme jej v petrolejové lázni nebo horkou parou. Promažeme jej ponořením do vhodného oleje rozehřátého na cca 60 °C po dobu jedné hodiny. Pak jej necháme okapat a jej namontujeme.

#### Druhy hnacích řetězů
Druhy řetězů:
- článkový
- Ewartův
- Gallův
- čepový
- zubový
- válečkový (nejčastější)

### Zvýšení adheze kol vozidel
U automobilů je možné se setkat také ve formě specializované pomůcky radikálně zvyšující adhezi za sněhu a náledí, jedná se o tzv. sněhové řetězy, které se nasazuji na kola motorového vozidla.

## Řetěz v přeneseném slova smyslu – lidský řetěz
Termínu řetěz se v přeneseném slova smyslu používá také např. pro označení lidského řetězu, tj. řetězu lidí, kteří stojí vedle sebe nebo za sebou a vytváří tak řetěz, a to např. při shromažďování za účelem demonstrace nějaké skupinové myšlenky, anebo jako prostředek usnadnění stěhování předmětů – lidé stojí vedle sebe a podávají si stěhované předměty, namísto aby jednotlivec nosil z bodu A do bodu B stěhované předměty postupně sám.

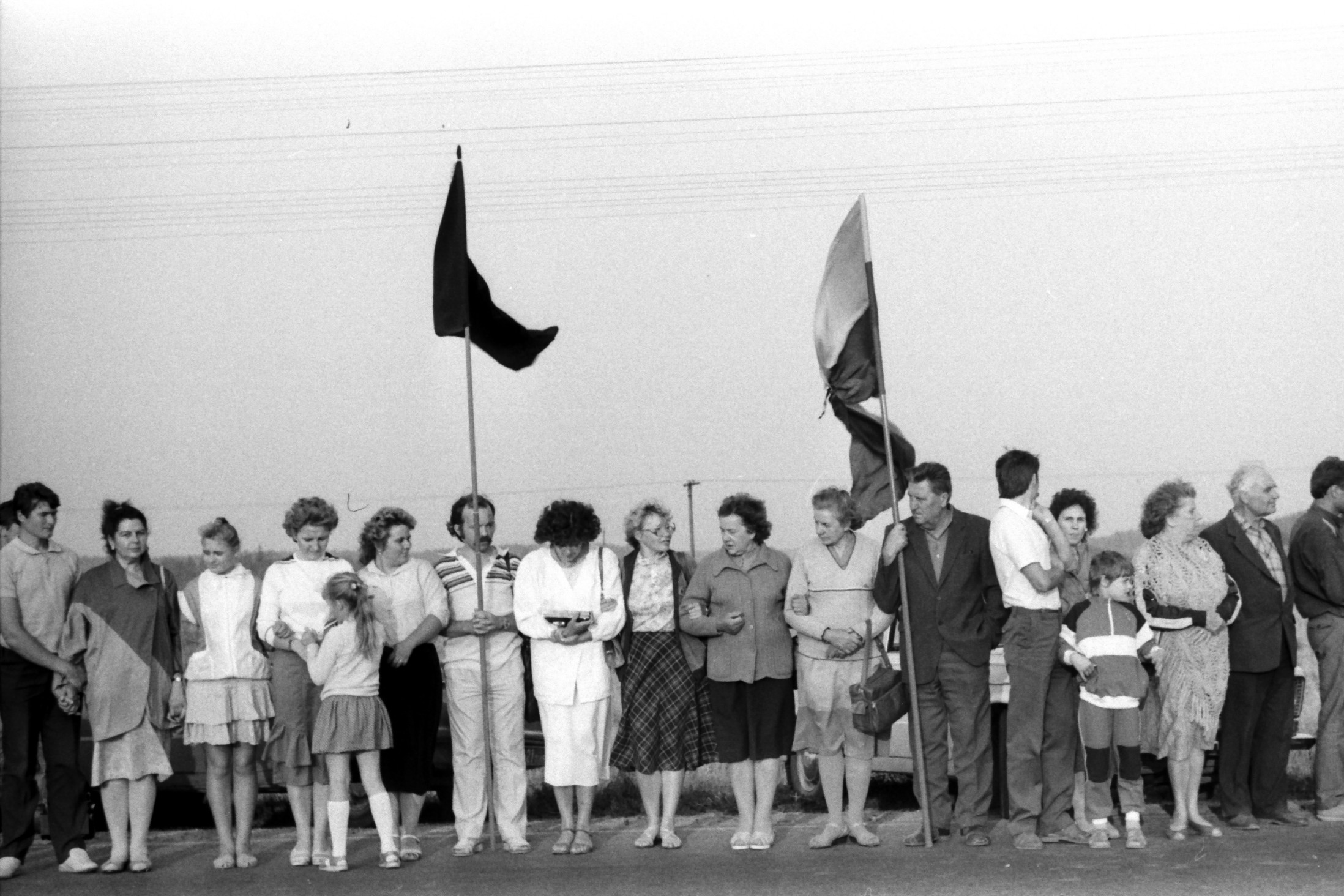
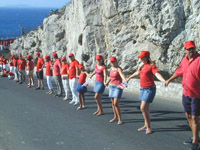